# 링크플로우
링크플로우(Linkflow)은 360도 넥밴드형 웨어러블 카메라 FITT360 시리즈를 개발 및 제조하는 기업이다. 본사는 서울 마포구 성암로 330, 623호 (상암동)에 위치해 있으며 대표이사는 김용국이다. NH투자증권을 주관사로 기술특례 상장을 준비중이다.

## 역사
삼성전자 사내벤처 프로그램 C-Lab에서 스핀오프 해 설립되었다
삼성벤처투자와 롯데액셀러레이터에서 5억원씩 시드 투자를 받았으며 100억원 규모 시리즈A 투자를 브리지 투자로 KT에서 20억원의 지원금을 받았다 
2020년 시리즈B 투자에서 NH투자증권이 20억원, 유레카자산운용이 37억원, 알바트로스인베스트먼트가 15억원을 투자하였다.

## 상장
NH투자증권을 주관사로 기술특례 상장을 준비 중이다.

## 같이 보기
- 웨어러블

## 참고문헌
1. ↑  심민관, “360도 웨어러블 카메라, 메타버스 시대 필수 장비 될 것”, 이코노미조선, 2021.11.29
2. ↑  이영아, 기술특례상장 '러시' 속 링크플로우 2000억 밸류 도전, 더벨, 2023-11-06
3. ↑  링크플로우, 기술 특례 상장 통한 기업공개(IPO) 나선다, 한국경제, 2023.08.01
4. ↑  웨어러블 360도카메라 개발사 링크플로우, 72억 '시리즈B 투자' 유치, 김봉구, 한국경제, 2020.04.03
5. ↑  엄호식, 링크플로우, 72억 원 규모 시리즈B 투자 유치, 보안뉴스, 2020-04-03
6. ↑  이은영, 스타트UP 美·사우디 경찰이 택한 360도 카메라 ‘링크플로우’, 조선비즈, 2023.12.24